# Chaebol
El chaebol (en hangul, 재벌; en hanja, 財閥) es un modelo empresarial basado en grandes conglomerados con presencia en distintos sectores económicos, que se ha desarrollado en Corea del Sur. Las compañías que presentan esta peculiaridad se caracterizan por su fuerte crecimiento, desarrollo tecnológico, diversificación y una fuerte dimensión empresarial. La palabra en coreano significa negocio de familia, aunque también se utiliza para referirse a un monopolio.
El modelo surgió después de la independencia de Corea del Sur, cuando su gobierno otorgó a distintas empresas nacionales un fuerte apoyo político y financiero para que lideraran el despegue económico del país, mediante la inversión en distintos campos como industria, siderurgia, tecnología y construcción entre otros. La labor de estos grupos contribuyó al crecimiento económico del país en la segunda mitad del siglo XX, hasta situar a Corea del Sur como uno de los "cuatro tigres asiáticos". Algunos ejemplos de chaebol son Samsung, Hyundai, LG, Lotte y SK Group.
El chaebol goza de fuerte influencia en la vida social surcoreana, hasta el punto de que algunos cargos procedentes de estas empresas, como Lee Myung-bak, han llegado a la presidencia de la República de Corea. Los detractores de los chaebol critican del modelo su crecimiento durante los regímenes autoritarios de Park Chung-hee y Chun Doo-hwan, la existencia de prácticas contrarias a la ley, falta de transparencia y un supuesto trato de favor de las administraciones surcoreanas, con escándalos de sobornos y corrupción. En los últimos años, el gobierno surcoreano ha tomado medidas para reducir su poder.

## Historia

### Nacimiento de los chaebol
El modelo surge después de la guerra de Corea, cuando la península queda dividida en dos mitades: Corea del Norte, un régimen comunista auspiciado por la URSS y China, y Corea del Sur, un régimen autoritario apoyado por Estados Unidos. En la década de 1950 la economía de Corea del Sur era pequeña y basada en la agricultura, mientras que los norcoreanos gozaban por entonces de un mayor desarrollo industrial.
Para solucionar esta situación, el presidente Park Chung-hee desarrolló unas políticas para incentivar la industrialización del país, mediante el apoyo a empresas que formarían conglomerados, más conocidos como chaebol, con inversiones en distintos sectores de la economía. Estas compañías se beneficiaron de unas políticas proteccionistas, ya que el Gobierno expropió negocios extranjeros y priorizó la fabricación y distribución surcoreana. En el plano financiero, contaron con fuertes subvenciones y más facilidad que otras empresas a la hora de conseguir créditos.

### Auge económico
El crecimiento de Corea del Sur en términos de producto interior bruto se disparó y el país se convirtió en uno de los "cuatro dragones asiáticos". Por un lado, los chaebol aumentaron el número de infraestructuras y productos nacionales, mientras que por el otro desarrollaron una política de externalización que ayudó al país a acumular una gran cantidad de divisa extranjera. En la década de 1970 estas políticas se intensificaron cuando Chung-hee declaró la ley marcial, por lo que los sindicatos y los derechos humanos quedaron suprimidos.
Durante esos años el Gobierno marcaba las pautas para la inversión, canalizando las acciones de las compañías a otras industrias como la química, siderúrgica y finalmente la tecnológica. Un ejemplo de ello fue Daewoo, que adquirió a petición del Ejecutivo empresas que estaban en bancarrota para rescatarlas.
Los chaebol concentraron una enorme cantidad de capital, y las actividades más rentables estaban controladas por un limitado número de conglomerados que ejercían un comportamiento oligopólico.Tras el asesinato de Chung-hee, los años 1980 estuvieron marcados por la llegada al poder de Chun Doo-hwan, que continuó con el sistema de capitalismo dirigido por la administración. Los conglomerados tuvieron que reestructurarse para promover el libre mercado, aunque el control de los mismos permaneció en manos de los mismos grupos de poder, y muchos de ellos se expandieron al extranjero gracias al desarrollo tecnológico, como Samsung, Lucky-Goldstar o Hyundai.

### Los chaebol y su influencia en la democracia surcoreana

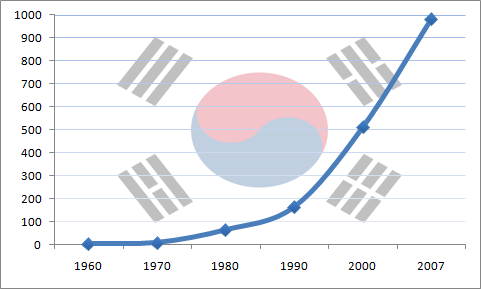
Ascenso del producto interno bruto de Corea del Sur, con un fuerte repunte desde la llegada de la democracia.

En 1989 Corea del Sur celebró sus primeras elecciones multi-partidistas, y el modelo de chaebol continuó siendo determinante para el crecimiento del país, que había alcanzado un nivel de vida similar al del resto de países industrializados. Muchas de esas empresas habían logrado independencia financiera del Gobierno, hasta el punto de representar un amplio porcentaje del PIB surcoreano, y algunos de sus dirigentes como el presidente de Hyundai, Chung Ju-yung, dieron incluso el salto a la política. En esa época, comenzó a cuestionarse el poder de estas organizaciones y la sostenibilidad de un modelo de crecimiento que se volcó en la exportación, en detrimento del mercado doméstico.
Kim Young-sam, presidente desde 1993 hasta 1998, fue el primer líder surcoreano que tomó medidas para luchar contra la corrupción política y económica, entre las cuales se encontraba una reforma de los chaebol que no salió adelante. Sin embargo, la necesidad de dicha reforma aumentó después de que Kia Motors quebrara en 1996, y terminó por ser necesaria en el comienzo de la crisis financiera asiática en 1997.
Muchos de los chaebol se endeudaron por completo para expandirse, y a pesar de que ciertos negocios podían ser más deficitarios que otros, el sistema centralizado del conglomerado provocaba el colapso de todo el grupo. En 1999 el grupo Daewoo se declaró en bancarrota, la mayor de toda la historia de Corea del Sur, y en 2001 el grupo Hyundai se deshizo de varias de sus empresas para evitar suspender pagos. Estos problemas provocaron a comienzos del siglo XXI una gran reforma en el seno de todos los grupos, que comenzaron a independizar, desinvertir y vender negocios para reducir su tamaño y evitar su colapso. Por su parte, el gobierno surcoreano incrementó el control sobre esas empresas.

## Funcionamiento y leyes
Los chaebol son, en su mayoría, empresas familiares que se caracterizan por un esquema de integración vertical. El grupo funciona como una sola corporación que controla un número de empresas y negocios, aunque muchos de ellos han pasado de un sistema centralizado a filiales independientes, unidas bajo un mismo nombre y con participación cruzada. El grupo está controlado por las familias fundadoras, que se reparten los puestos de control de las distintas compañías en un sistema con poca inversión exterior. La propiedad está centralizada, y muchas firmas forman empresas subsidiarias para autoabastecerse sin contratar a terceros.
En los últimos años, el Gobierno surcoreano ha tratado de limitar el poder de los conglomerados en la economía nacional con la descentralización de empresas, el fomento de la competitividad en determinados sectores, inspecciones de trabajo y medidas antimonopolio. Desde 1982 los conglomerados tienen prohibido controlar bancos y entablar relaciones con una sola entidad. Además, en 2009 se aprobó una ley que limita el crecimiento de estas empresas, y se establecieron criterios para definir la garantía financiera de los grupos. Estas medidas han contado con la oposición de la Federación de Industrias Coreanas, un consorcio de los chaebol.

## Empresas
Los tres principales chaebol por facturación y número de empresas son Samsung, Hyundai y LG Group. Samsung ostenta la primera posición en ingresos, después de la quiebra de Daewoo y las desinversiones de Hyundai, con unos ingresos netos de 119 mil millones  de euros en 2009.

### Por área de negocio
| Chaebol                     | Wŏn          | Activo total | Áreas de negocio                                                         |
| --------------------------- | ------------ | ------------ | ------------------------------------------------------------------------ |
| Samsung                     | 221 billones | 317.5        | Electrónica, seguros, tarjetas de crédito, construcción, industria naval |
| LG Group                    | 115 billones | 69.5         | Electrónica, seguros, química, telecomunicaciones, renta variable        |
| Hyundai Motor Group         | 107 billones | 128.7        | Motor, siderurgia                                                        |
| SK Group                    | 105 billones | 85.9         | Energía, telecomunicaciones, renta variable                              |
| Nonghyup                    | 80 billones  | 400.0        | Agricultura, alimentación, comercio                                      |
| Korea Electric Power        | 57.9300      | 117.1        | Energía                                                                  |
| GS Group                    | 49.8000      | 39.0         | Energía, comercio, construcción                                          |
| POSCO                       | 41.7426      | 46.9         | Acero                                                                    |
| Lotte                       | 41.4000      | 54.9         | Alimentación, comercio, energía, construcción, turismo                   |
| Hyundai Heavy Industries Gp | 31.2882      | 42.8         | Industria pesada, industria naval                                        |
| STX Group                   | 28.2688      | 28.1         | Industria naval, energía, construcción                                   |
| Hanwha                      | 27.2399      | 75.7         | Explosivos, industria química, seguros                                   |
| Hanjin                      | 26.1231      | 29.1         | Aerolíneas, industria naval, industria pesada                            |
| Kumho Asiana Group          | 23.4000      | 43.9         | Aerolíneas, construcción, petroquímicas, neumáticos                      |
| Korea Telecom               | 22.3710      | 29.5         | Telecomunicaciones, telefonía móvil                                      |
| Doosan                      | 21.4279      | 32.7         | Industria pesada, energía atómica                                        |